# James Morris Blaut
James Morris (Jim) Blaut (* 20 de octubre de 1927 - † 11 de noviembre de 2000) fue un geógrafo marxista estadounidense.
Blaut estudió en la Universidad de Chicago, en el Imperial College of Tropical Agriculture, y en la Louisiana State University. Fue profesor de geografía en la Universidad de Illinois y estaba especializado en geografía histórica y política del colonialismo europeo.
En su obra Ocho historiadores eurocéntricos, Blaut critica severamente a Max Weber, Lynn White Jr., Robert Brenner, Eric L. Jones, Michael Mann, John A. Hall, Jared Diamond y David Landes.